# Sinizace Tibetu

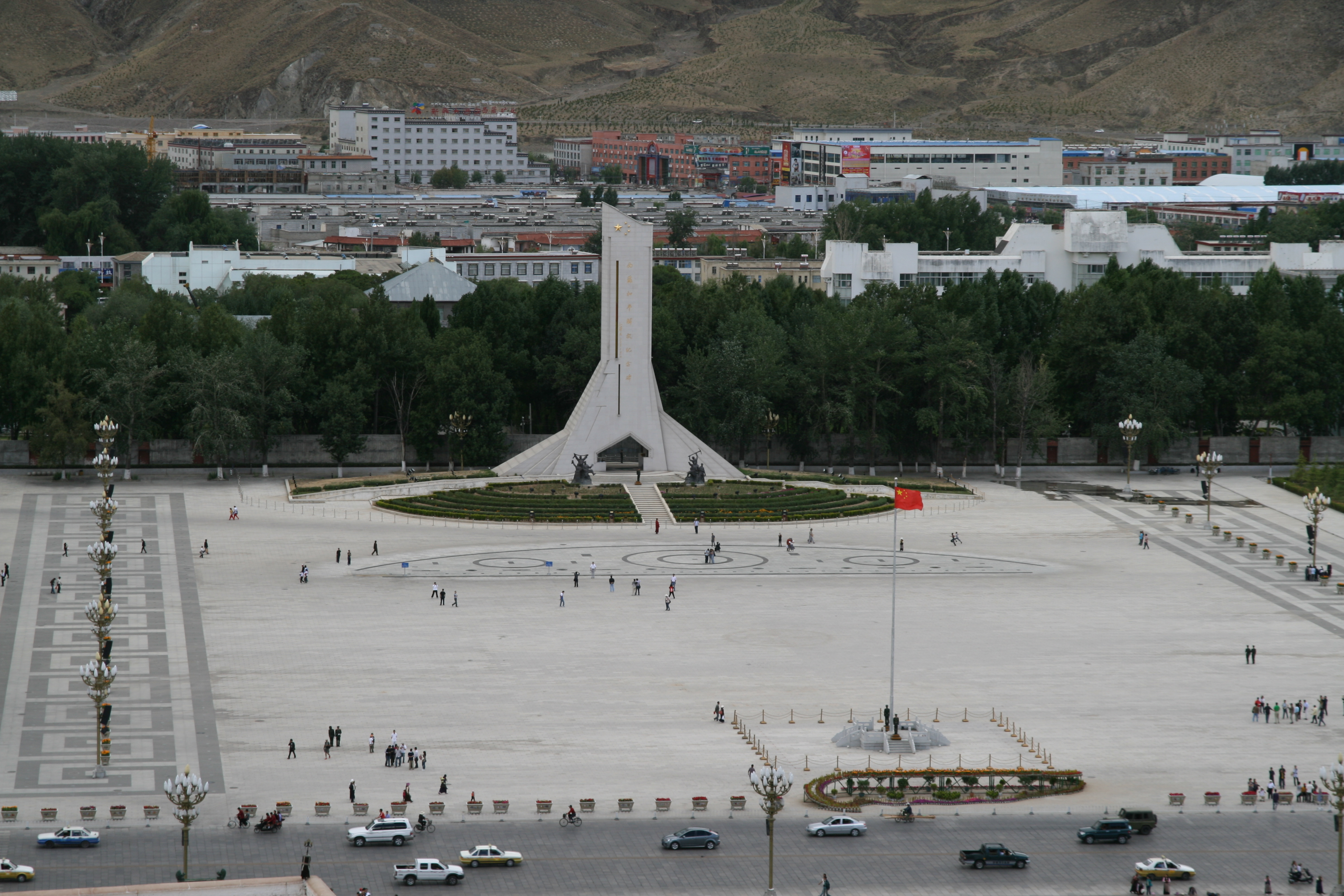
Památník mírového osvobození Tibetu, náměstí Potala, Lhasa v roce 2009 oslavující vstup lidové osvobozenecké armády do Tibetu, postavený těsně mimo ochranné pásmo a nárazníkové pásmo světového dědictví UNESCO.

Sinizace Tibetu zahrnuje programy a zákony čínské vlády a Čínské komunistické strany (ČKS), které vynucují „kulturní jednotu“ v tibetských oblastech Číny, včetně Tibetské autonomní oblasti a okolních autonomních oblastí náležících Tibeťanům. Čína usiluje o předělání tibetské na čínskou tradiční kulturu.
Změny, které se začaly projevovat od anexe Tibetu Čínskou lidovou republikou v letech 1950–51, byly způsobeny řadou ekonomických, sociálních, kulturních, náboženských a politických reforem, které do Tibetu zavedla čínská vláda. Kritici označují vládou podporovanou migraci velkého množství Chanů do Tibetské autonomní oblasti, považované za čínské osady, jako hlavní činitel sinizace.
Podle tibetské exilové vlády, známé jako Ústřední tibetská správa, čínská nadvláda údajně vedla k vymizení prvků tibetské kultury; tomuto jevu se říká „kulturní genocida“. Exilová vláda prohlašuje, že současná čínská vláda usiluje o to učinit Tibet nedílnou součástí Číny a o kontrolu nad snahou po tibetském národním sebeurčení. 14. dalajlama a Ústřední tibetská správa charakterizovaly programy sinizace jako genocidu nebo kulturní očistu.
Čínská vláda ale tvrdí, že její politika prospěla Tibetu a že kulturní a sociální změny jsou důsledky modernizace. Také podle nich tibetská ekonomika expandovala; zlepšení služeb a infrastruktury vedly ke zlepšení kvality života Tibeťanů a ochraně tibetského jazyka a kultury.

## Dějiny

### Raný vývoj
Před rokem 1950 po pádu dynastie Čching byla oblast, která přibližně odpovídá současné Tibetské autonomní oblasti (TAR), de facto nezávislým státem, i když jej jiné státy neuznávaly. Tibeťané si zde tiskli vlastní měnu a poštovní známky a udržovali mezinárodní vztahy, i když si nevyměňovali velvyslance s jinými národy. Tibet si nárokoval tři provincie (Amdo, Kham a Ü-Tsang), ale ovládal pouze západní Kham a Ü-Tsang. Od roku 1950, Čína přidělila východní Kham k Sichuanu a západní Kham k Tibetské autonomní oblasti.
Během období Čínské republiky na počátku 20. století, které následovalo po dynastii Čching, byl čínský muslimský generál a guvernér provincie Čching-chaj Ma Bufang obviňován Tibeťany ze zavádění praktik sinizace a islamizace v tibetských oblastech. Za jeho vlády byly prováděny nucené konverze a ukládány vysoké daně. Po Mao Ce-tungově vítězství v čínské občanské válkce v roce 1949, bylo jeho cílem sjednocení „pěti národností“ pod Čínskou lidovou republikou, ktere vládla Čínská komunistická strana. Tibetská vláda ve Lhase vyslala Ngaba do Chamda v Khamu, strategicky položeného města poblíž hranic, s rozkazem držet svoji pozici, dokud z Lhasy nepřijdou posily do boje proti Číňanům. 16. října 1950 dorazila zpráva, že Lidová osvobozenecká armáda postupuje směrem k Chamdu a dobyla město Riwoche (které jí mohlo zabránit v cestě do Lhasy).  Ngabo a jeho muži se stáhli do kláštera, kde je Lidová osvobozenecká armáda obklíčila a zajala. Ngabo napsal do Lhasy, kde navrhl pokojnou kapitulaci místo války. Čínský vyjednavač údajně prohlásil: „Je na vás, abyste si vybrali, zda bude Tibet osvobozen mírovou cestou nebo silou. Je jen otázkou jednoho telegramu Lidové osvobozenecké armádě, aby pokračovala ve svém pochodu do Lhasy.“ Ngabo přijal Maovu sedmnáctibodovou dohodu, podle které výměnou za to, že se Tibet stane součástí Čínské lidové republiky, získá autonomii.  Bez podpory od zbytku světa poslal dalajlama v srpnu 1951 Maovi telegram, v němž přijal dohodu. Delegáti pod nátlakem dohodu podepsali a zpečetili tak budoucnost tibetské vlády.

Mao Ce-tung dostává tibetský buddhistický modlitební šátek od Tenzina Gjaccho, 14. dalajlámy z Tibetu v roce 1954

Ačkoli je anexe Tibetu Čínskou lidovou republikou v čínské historiografii označována jako mírové osvobození Tibetu, 14. dalajlama a Ústřední tibetská správa ji považují za kolonizaci a Kongres tibetské mládeže zase věří, že šlo o invazi.  Čínská vláda poukazuje na zlepšení zdraví a ekonomiky jako formu ospravedlnění jejich držení se u moci na území, které považuje za historicky čínský region. Podle dalajlámy Čína umocnila přistěhovalectví Chanů do regionu. 
Před podepsáním Sedmnáctibodové dohody 23. května 1951 dominovalo tibetské ekonomice samozásobitelské zemědělství, ale udržování vojenské posádky o 35 000 čínských vojácích během 50. let znatelně zatížilo zásobování potravinami v regionu. Když dalajlama v roce 1954 navštívil Mao Ce-tunga v Pekingu, Mao rozhodl, že do Tibetu přestěhuje 40 000 čínských farmářů do Tibetu.
V rámci Velkého skoku v 60. letech čínské úřady přiměly tibetské farmáře pěstovat kukuřici místo ječmene (tradiční regionální plodiny). Sklizeň se nezdařila a tisíce Tibeťanů hladověly.

### Kulturní revoluce
Kulturní revoluce, zahrnující studenty a dělníky Komunistické strany Číny, byla zahájena Maem a uskutečněna Gangem čtyř v letech 1966 až 1976, aby zachovala maoismus jako vedoucí čínskou ideologii. Byl to boj uvnitř ČKS s cílem odstranit Maovu politickou opozici.
Kulturní revoluce ovlivnila celou Čínu a následkem toho Tibet strádal. Rudé gardy útočily na civilisty, kteří byli obviněni ze zrady komunismu. Více než šest tisíc klášterů bylo vypleněno a zdemolováno. Mniši a jeptišky byli nuceni opustit své kláštery, aby „žili normální život“. Ti, kteří vzdorovali, byli uvězněni. Vězni byli poté nuceni vykonávat těžké práce, mučeni a popravováni. Ohrožen byl i palác Potala, ovšem premiér Zhou Enlai zasáhl a zamezil tibetským Rudým gardám jej vyplenit.

### Nedávný vývoj

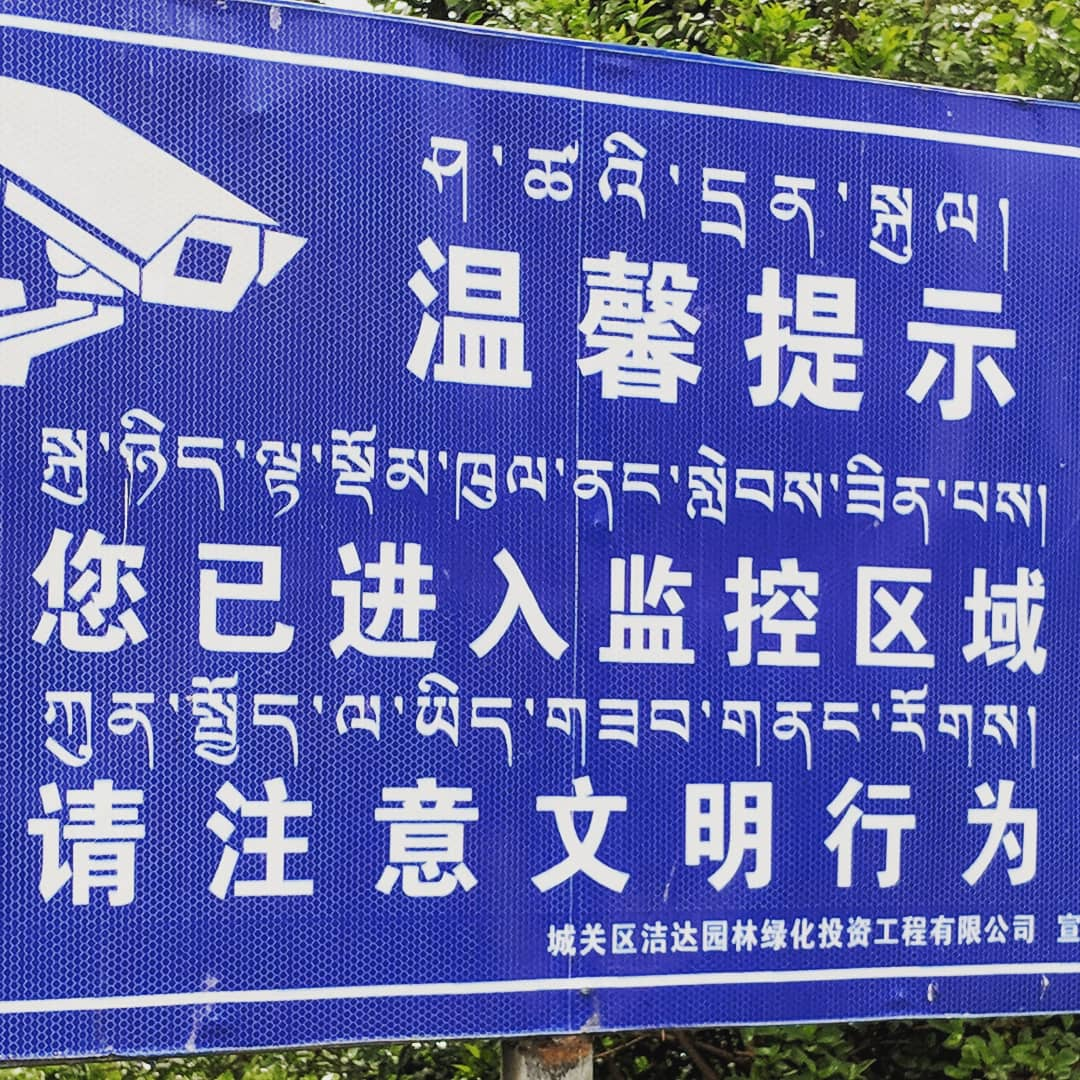
Značka (v tibetštině a čínštině) označující sledovací kamery poblíž památníku mírového osvobození Tibetu, Lhasa, Tibet, 2018

Čínský národní strategický projekt rozvoje západu, zavedený v 80. letech 20. století po kulturní revoluci, podněcuje k migraci Číňanů z jiných oblastí Číny do Tibetu různými benefity a lákavými životními podmínkami. Učitelé, lékaři a pracovníci veřejné správy se tam nechávají dobrovolně posílat, aby pomohli Tibetu se dál rozvíjet. Čínská vláda s ohledem na nekvalifikovanou pracovní sílu a méně rozvinutou infrastrukturu vybízela migranty, aby podnítili konkurenci a změnili hospodářství Tibetu z tradičního na tržní hospodářství s ohledem na ekonomické reformy, které navrhl Teng Siao-pching.
Tibeťané jsou většinovou etnickou skupinou v Tibetské autonomní oblasti, v roce 2008 v ní tvořili asi 93 procent celkové populace. Útoky Tibeťanů na majetek ve vlastnictví Chanů a Chuejů v roce 2008 byly údajně způsobeny velkým přílivem těchto čínským menšin do Tibetu.
George Fitzherberta pravil: „Zapojit se do čínských argumentů ohledně Tibetu znamená vystavit se jisté intelektuální pasti, známé například z palestinského konfliktu, kdy sport vyúsťuje do otázek, které se protiargumentující strana nikdy nesnažila zpochybnit. Tibeťané si stěžují, že jsou ve své vlasti zbavováni důstojnosti tím, že je jejich milovaný vůdce neustále odsuzován a že jsou pod takovým nátlakem čínské imigrace, že se ve své vlastní zemi stávají menšinou. Čína však vytrvale označuje takové stížnosti za separatismus, který je v Číně považován za zločin „podkopávání národní jednoty“, a směřuje tím debatu zpět k historickému postavení Tibetu. Zahraniční představitelé vznášejí otázky o lidských právech a životním prostředí, ale Čína to odsuzuje a označuje za zahraniční zásah do vnitřních záležitostí suverénního národa, čímž stahuje debatu opět k historickému postavení Tibetu.“
Čínská vláda se pokusila o rozvoj Tibetu jako součást své rozvojové politiky západní Číny a od roku 2001 do Tibetu investovala 310 miliard juanů (asi 45,6 miliard amerických dolarů). V roce 2009 investovala do oblasti přes 7 miliard dolarů, což je o 31 procent více než v předchozím roce. Čching-chajsko-tibetská železnice byla dokončena v roce 2006 za cenu 3,68 miliard dolarů, což mělo za následek zvýšení cestovního ruchu ze zbytku Číny. Šanghajská vláda přispěla 8,6 milionů dolarů na výstavbu Tibetské Šanghajské experimentální školy, kde se přibližně 1500 tibetským studentům dostává primárně čínského vzdělání. Někteří mladí Tibeťané mají pocit, že jsou jak Tibeťané, tak Číňané, a mluví plynně tibetskou i mandarínskou čínštinou.
Roku 2020 v srpnu pronesl generální tajemník Komunistické strany Číny Si Ťin-pching proslov, ve kterém prohlásil, že „je nutné aktivně vést tibetský buddhismus, aby se přizpůsobil socialistické společnosti a podporoval sinizaci tibetského buddhismu“.
V srpnu roku 2021 agentura Associated Press uvedla, že Wang Yang před palácem Potala prohlásil, že je třeba vyvinout úsilí, aby Tibeťané sdíleli „kulturní symboly a představy o čínském národě“.

## Náboženství
Čínská vláda se nechala slyšet, že bude dohlížet na výběr 15. dalajlamy, což je v rozporu se staletou tradicí. Čínští vládní úředníci opakovaně prohlašují, „že se musí být znovuzrozen, a to za jejich podmínek“.
Když dalajlama v roce 1995 shledal tibetského chlapce reinkarnací pančhenlamy, druhého vůdce sekty Gelugpa, čínská vláda chlapce i s jeho rodiči odvedla a dosadila vlastního dětského lamu. Místo, kde se momentálně nachází Gedhuna Choekyi Nyimy, dalajlamou zvolený chlapec, je stále neznámé. Čínská vláda však tvrdí, že má „stabilní“ práci a „normální“ život. V roce 2020 americký ministr zahraničí Mike Pompeo ve svém prohlášení uvedl, že „tibetští buddhisté, stejně jako členové všech náboženských komunit, musí být schopni volit si, vzdělávat a uctívat své náboženské vůdce podle svých tradic a bez vládních zásahů.“ Vyzval také vládu ČLR, aby „okamžitě zveřejnila místo pobytu pančenlamy a dodržela svou vlastní ústavu a mezinárodní závazky prosazovat náboženskou svobodu pro všechny osoby." Hlava sekty Kagjü, Karmapa Ogjen Trinlej Dordže, byl také vychováván čínskými vůdci, ale ve věku 14 let uprchl v roce 1999 do Indie.
V Tibetu školy upozorňují rodiče, že by neměli nechat své děti na školách navštěvovat kurzy v klášterech, což je dlouhodobá tibetská tradice, a neměli by se dokonce ani zapojovat do žádné náboženské činnosti. Tresty za porušení jsou přísné, včetně ztráty státních dávek a dotací.
Míra odstraňování modlitebních vlajek, symbolů tibetské kultury a náboženské víry, se od roku 2010 zvýšila, a to především kvůli eskalaci náboženského pronásledování. V červnu 2020 čínské úřady zahájily program „reformy chování“, který započal v okresech Golog Qinghai's Golog (v čínštině Guoluo) a Tengchen (Dingqing) v Čamdu v Tibetské autonomní oblasti, na nařizuje ničení modlitebních vlajek. Výroční zpráva Tibetského centra pro lidská práva a demokracii za rok 2019 zjistila, že čínské policejní síly a skryté sledovací týmy se přemístily do klášterů a vesnic, aby monitorovaly tibetské obyvatele, zda nevykazují známky opozice vůči čínské vládě. Za tímto účelem byl nasazen i software pro rozpoznávání obličeje a pečlivé monitorování digitálních prostor. aby s jejich pomocí mohla vláda potlačovat politické protesty vůči zvýšeným zásahům proti občanským a politickým právům.
Podle Komise Spojených států pro mezinárodní náboženskou svobodu čínské úřady během léta 2019 zbouraly tisíce rezidencí v tibetském buddhistickém centru Yachen Gar v provincii S'-čchuan, přičemž odtud nechaly vyhnat až 6 000 mnichů a jeptišek. V dubnu 2019 čínské úřady pozastavily podávání nových přihlášek uchazečům na buddhistickou akademii Larung Gar. Následně úřady také zintenzivnily represe proti držení nebo vystavování fotografií dalajlámy, pokračovaly v monitorování náboženských svátků a v některých oblastech zakázaly studentům navštěvovat festivaly během školních prázdnin. Na protest proti represivní vládní politice se od února 2009 samo upálilo nejméně 156 Tibeťanů.

## Vzdělání, zaměstnání a jazyk
Čínská ústava slibuje autonomii v etnických regionech a prohlašuje, že místní vlády by měly používat jazyky, které se běžně používají. Počátkem 21. století probíhal v tibetských oblastech Qinghai proces tibetizace vzdělávacího systému. Prostřednictvím místních iniciativ tibetských pedagogů byla tibetština do jisté míry dostupná jako hlavní vyučovací jazyk v primárním, sekundárním a terciárním vzdělávání v Qinghai. Tibetský jazyk zde však zůstává i nadále potlačován ve vzdělávání i v zaměstnávání ve státní správě. Tibeťanům se nabízí jen malý počet pracovních pozic ve veřejných službách vyžadujících tibetský titul nebo znalosti tibetského jazyka. 
V roce 1987 Tibetská autonomní oblast zveřejnila detailní předpisy, které požadovaly, aby se tibetština stala opět hlavním jazykem ve školách, vládních úřadech a obchodech. Tyto předpisy byly zrušeny v roce 2002 z důvodů, že takové státní jazykové politiky a praktiky „ohrožují pokračující životaschopnost“ tibetské civilizace. V tibetských oblastech jsou oficiální záležitosti vedeny především v čínštině. Běžně je viditelná propaganda nabádající k používání čínštiny, a to formou billboardů, letáků aj. Zároveň byly zakázány hodiny výuky tibetštiny v klášterech a školách pro obyčejný lid a lekce tibetského jazyka dávané mnichy na cestách. Komunistická strana Číny vydala v prosinci 2018 zákaz neformálních hodin vyučovaných tibetskými mnichy nebo jinými neschválenými skupinami a nařídila školám, aby přestaly vyučovat všechny předměty v tibetštině, kromě tibetštiny ve třídách prvního stupně.
Tibetský podnikatel a zastánce vzdělávání Tashi Wangchuk byl dva roky vězněn a v roce 2017 obviněn soudními úředníky poté, co hovořil v rozhovoru pro The New York Times v rámci dokumentárního videa a dvěma článcích o tibetském vzdělávání a kultuře.
V tibetských neidi, neboli internátních školách, které fungují od roku 1985, rychlým tempem narůstá počet studentů. Tibetské děti jsou odloučeny od svých rodin, mimo dosah vlivu tibetských náboženských a kulturních aspektů, a jsou umísťovány do internátních škol dedikovaných pouze tibetským dětem po celé Číně, daleko od Tibetské autonomní oblasti. Starší studenti mohou opustit areál pouze za doprovodu učitele.
Čínská vládní politika po Tibetu požaduje, aby se ryze tibetští vládní kandidáti zřekli jakékoliv věrnosti vůči dalajlámovi a podporovali vládní etnickou politiku, jak jim bylo oznámeno v říjnu 2019 na online vzdělávací platformě vlády TAR, „Podporujte vedení (komunistické) strany, rozhodně implementujte [čínské komunistické] ideje, ideje přístupu, politiky a vůdčí ideologie role Tibetu v nové éře; sjednotit se ideologicky, politicky a jednáním s ústředním výborem strany; postavit se proti jakýmkoli rozdělovacím (oddělení Tibetu od ČLR) tendencím; odhalit a kritizovat dalajlámu; chránit jednotu vlasti a etnickou jednotu a zaujmout jasný a pevný postoj k politickým otázkám."
V dubnu 2020 byla výuka ve třídách změněna z tibetštiny na mandarínskou čínštinu v provinciích Ngaba, Sichuan.

## Přesídlení kočovných pastevců
V roce 2003 byla čínskou vládou zahájena iniciativa, která požadovala po nomádech, aby se přestěhovali do osídlených oblastí v nově vybudovaných vesnicích. Na konci roku 2015 vyvrcholilo to, „co je považováno za jeden z nejambicióznějších projektů sociálního inženýrství, se čínská čínská vláda přesunula k závěrečné fázi 15 let trvající kampaně za usazení milionů pastevců, kteří se kdysi potulovali po rozsáhlém čínském pohraničí." Čínská vláda také prohlásila, že přesune zbývajících 1,2 milionu kočovných pastevců do měst, která skýtají lepší přístup ke školám, elektřině a moderní zdravotní péči. Tato politická idea, založená na vládním přesvědčení, že pastva poškozuje pastviny, byla zpochybňována ekology v jak Číně, tak i v zahraničí, kteří naznali, že vědecké průzkumy, podněcující přesídlení nomádů, jsou pochybné. Antropologické studie vládou vybudovaných relokačních center zaznamenaly přetrvávající nezaměstnanost, alkoholismus a ohrožená tisíce let starých tradic. Zastánci lidských práv tvrdí, že časté protesty pastevců jsou potírány bezpečnostními silami.
Zvláštní zpravodaj OSN pro právo na potraviny ve zprávě z roku 2011 kritizoval čínskou politiku přesídlování nomádů jako příliš násilnou. Uvedl také, že tyto změny vedly ke „zvýšené chudobě, zhoršování životního prostředí a společenskému úpadku“.
Roku 2017 bylo tibetským nomádům, kteří byli dříve vyhnáni z tradičních pastvin v rámci státem řízeného přesídlování provincii v Qinghai, povoleno se vrátit, a to především díky ustanovení reforem v přesídlovací politice, zveřejněných v roce 2016. Cílem bylo umožnit úřadům využít současné domovy pro přesídlené nomády jako turistická centra a ubytování pro vládní zaměstnance. „Po dvou letech života v nových městech jsou nyní obyvatelé nuceni přestěhovat se zpět na své původní pastviny, a to bez zvířat, která jsou hlavním zdrojem obživy v komunitách tibetských nomádů."

## Populační růst

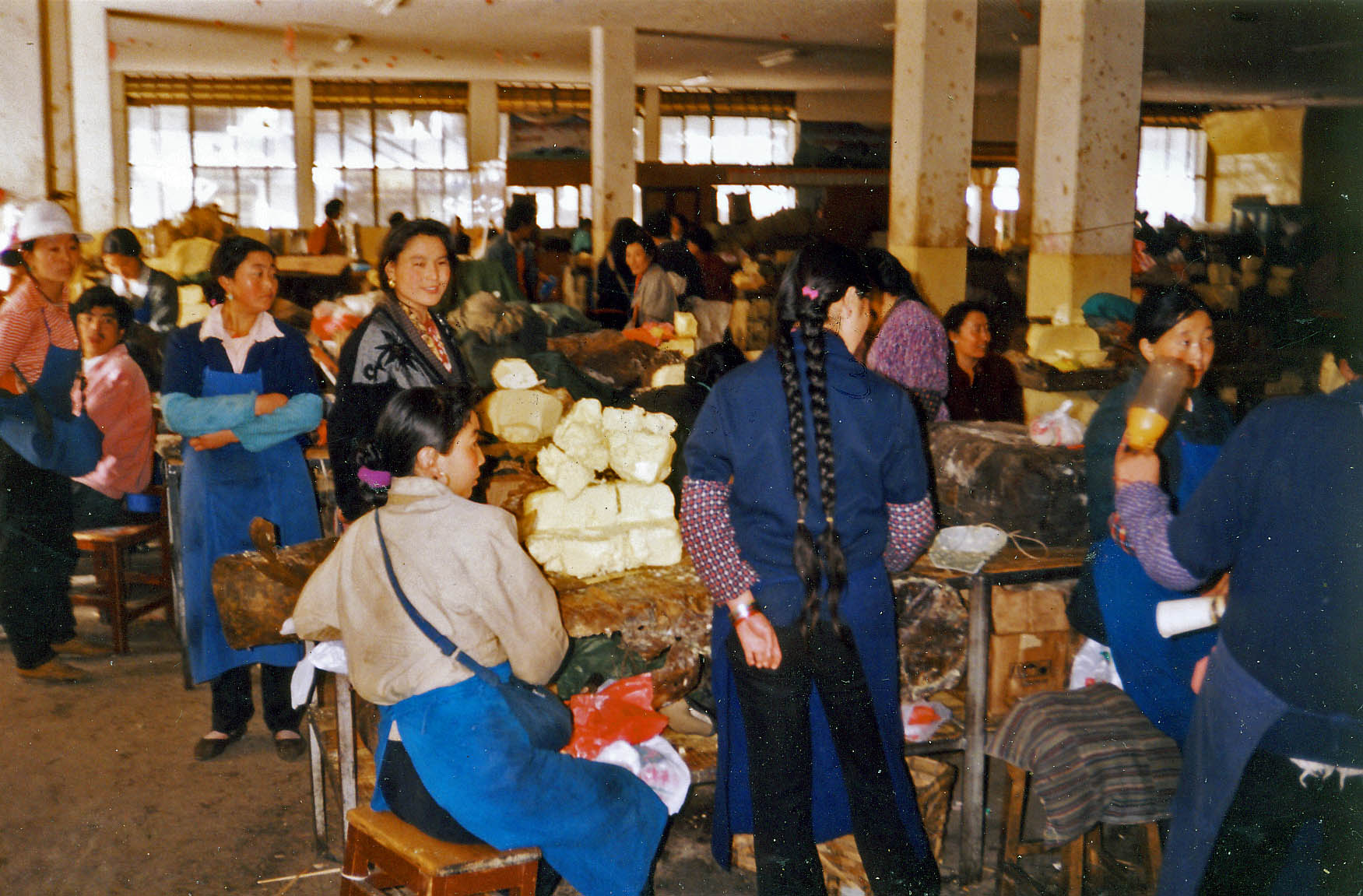
Trh ve Lhase, 1993

Demografická struktura obyvatelstva ve vládou podporovaných čínských osadách v Tibetu se rázně změnila. V roce 1949 žilo ve Lhase 300 až 400 obyvatel Chanů. V roce 1950 město zabíralo na necelé tři kilometry čtvereční a mělo kolem pouze přibližně 30 000 obyvatel; palác Potala a vesnice Zhöl byly v té době považovány za samostatné osídlené oblasti. V roce 1953, podle údajů z prvního sčítání lidu, měla Lhasa také asi 30 000 obyvatel (z toho 4 000 žebráků; nepočítalo se do toho přibližně 15 000 mnichů).
Roku 1992 činil odhad trvalé populace Lhasy necelých 140 000 obyvatel, včetně 96 431 Tibeťanů, 40 387 Han-Číňanů, 2 998 čínských muslimů a dalších. K těmto obyvatelům také náleželo přibližně 60 000–80 000 dočasných obyvatel, a to především tibetských poutníků a obchodníků.

## Debata o záměru ČLR
V roce 1989 se významný francouzský trestní právník Robert Badinter zúčastnil epizody Apostrofů (známé francouzské televizního talk show, věnované lidským právům) s dalajlamou. Odkazujíc se na postupné vymizení tibetské kultury, použil Badinter výraz „kulturní genocida“. V roce 1993 poté použil dalajlama stejný výraz k označení procesu ničení tibetské kultury. Obvinil totiž Číňany z páchání kulturní genocidy, když v roce 2008 potírali tibetské nepokoje.
Roku 2008 se Robert Barnett, ředitel programu tibetských studií na Kolumbijské univerzitě, nechal slyšet, že dle jeho názoru nastal čas, aby byla obvinění z kulturní genocidy, vedená proti Číně, stažena: „Myslím, že musíme přestat vnímat chování Číňanů jako náznak špatného úmyslu nebo snahu vyhladit Tibet." Barnett mluvil o svých pochybách také v recenzi v New York Review of Books: „Pokud je skutečně tibetská kultura v Tibetu ‚rychle smetávána z povrchu‘, proč tedy tolik Tibeťanů v Tibetu stále oplývá bohatším kulturním životem, s více než stovkou literárních časopisů v tibetštině, v porovnání s jejich protějšky v exilu?"

### Citace
1. ↑  Burbu, Dawa (2001) China's Tibet Policy, Routledge, ISBN 978-0-7007-0474-3, pp 100–124
2. ↑   [s.l.]: [s.n.] ISBN 978-0-8135-5243-9.
3. ↑  Samdup, Tseten (1993) Chinese population – Threat to Tibetan identity
4. ↑   www.bbc.com. Dostupné online. (anglicky)
5. ↑  T. G. Arya, Central Tibetan Administration,
China's ‘ethnic unity’ bill aimed at complete sinicization of the Tibetan plateau through ethnic cleansing: CTA Information Secretary, (15 January 2020), https://tibet.net/chinas-ethnic-unity-bill-aimed-at-complete-sinicization-of-the-tibetan-plateau-through-ethnic-cleansing-cta-information-secretary/ ["China has waged unceasing campaigns at both central and local government level to aggressively consolidate its military occupation of Tibet in the last more than six decades. But this new state-sponsored regulation is seen as a desperately contemplated measure to curb the undiminishing defiance of the Tibetan people and their call for the protection of their identity, for freedom, human rights and for the honourable return of His Holiness the Dalai Lama to Tibet." "Central Tibetan Administration's Information Secretary Mr T.G. Arya condemned the new ethnic identity law, calling it a measure of ethnic cleansing aimed at complete sinicization of the Tibetan plateau. The Secretary also criticised the legislation as a gross violation of the international law and the Chinese constitution." " “What China could not achieve through the sixty years of occupation and repression, now they are trying to achieve it through repressive law. The law aims to achieve complete sinicization of the Tibetan plateau through ethnic cleansing. China finds Tibetan language, religion and culture as the main barrier to achieving complete control over the land,” Secretary TG Arya told the Tibet News Bureau.]
6. ↑  Burbu, Dawa (2001) China's Tibet Policy, Routledge, ISBN 978-0-7007-0474-3, pp 86–99
7. ↑  ; Woser. Archivovaná kopie. www.phayul.com. Dostupné v archivu pořízeném dne 2012-10-04.
8. ↑  ; Blo brtan rdo rje, Charles Kevin Stuart. [s.l.]: [s.n.] Dostupné online. ISBN 978-0-9800508-4-4.
9. ↑  Schaik 2011, s. 208
10. ↑  Schaik 2011, s. 209
11. ↑  Schaik 2011, s. 211
12. ↑  Schaik 2011, s. 212
13. ↑  Schaik 2011, s. 213
14. ↑  Schaik 2011, s. 214
15. ↑  Schaik 2011, s. 215
16. ↑  Schaik 2011, s. 218
17. ↑   [s.l.]: [s.n.] Dostupné online. ISBN 9781843541448.
18. 1 2   www.bbc.co.uk. Dostupné online.
19. ↑   Dostupné online.
20. ↑   Geschichte und Politik Tibets/ Tibet unter chinesischer Herrschaft – Wikibooks, Sammlung freier Lehr-, Sach- und Fachbücher. de.wikibooks.org [online]. [cit. 2023-05-06]. Dostupné online. (německy)
21. ↑  německy Horst Südkamp (1998), Breviarium der tibetischen Geschichte, p. 191.
22. ↑  německy Golzio, Karl-Heinz and Bandini, Pietro (2002), Die vierzehn Wiedergeburten des Dalai Lama, Scherz Verlag / Otto Wilhelm Barth, Bern / München, ISBN 3-502-61002-9.
23. ↑  Shakya, Tsering (1999) The Dragon in the Land of Snows, Columbia University Press, ISBN 978-0-7126-6533-9
24. ↑  Stein, Rolf (1972) Tibetan Civilization, Stanford University Press, ISBN 0-8047-0806-1
25. ↑  MacFarquhar, Roderick & Michael Schoenhals (2006) Mao's Last Revolution, Harvard University Press, ISBN 978-0-674-02332-1, p. 102
26. ↑   www.nytimes.com. Dostupné online.
27. ↑   www.rfa.org. Dostupné online.
28. ↑  ; Peter Hessler. Dostupné online.
29. ↑  ; Tanzen Lhundup, Ma Rong. Archivovaná kopie [online]. [cit. 2023-05-07]. Dostupné v archivu pořízeném dne 2011-08-19.
30. ↑   news.bbc.co.uk. Dostupné online.
31. ↑  Pinteric, Uros (2003): http://www.sidip.org/SIDIP_files/pintericu_tibet.pdf%5B%5D International Status of Tibet, Association for Innovative Political Science, University of Ljubljana, Slovenia.
32. ↑   www.nytimes.com. Dostupné online.
33. ↑   www.nytimes.com. Dostupné online.
34. ↑   www.dailypioneer.com. Dostupné online.
35. ↑   www.the-tls.co.uk. Dostupné online.
36. ↑   www.theatlantic.com. Dostupné online.
37. ↑  ; Edward Wong. Dostupné online.
38. ↑  Xinhua News Agency (24 August 2005). New height of world's railway born in Tibet. Retrieved 25 August 2005.
39. ↑  ; Damian Grammaticas. Dostupné online.
40. ↑   [s.l.]: [s.n.] ISBN 978-988-97999-3-9. OCLC 917425693
41. ↑   hk.appledaily.com. Dostupné online.[nedostupný zdroj]
42. ↑   Dostupné online. (anglicky)
43. ↑   www.nytimes.com. Dostupné online.
44. ↑   www.nydailynews.com. Dostupné online.
45. ↑   www.barrons.com. Dostupné online.
46. ↑   www.nytimes.com. Dostupné online.
47. ↑   Archivovaná kopie. www.ozy.com. Dostupné v archivu pořízeném dne 2019-10-22.
48. ↑  ; Lhuboom. www.rfa.org. Dostupné online.
49. ↑   www.rfa.org. Dostupné online.
50. ↑   Dostupné online.
51. ↑   Dostupné online.
52. ↑  Zenz, Adrian (2010). "Beyond Assimilation: The Tibetanisation of Tibetan Education in Qinghai". Inner Asia. 12 (2): 293–315. doi:10.1163/000000010794983478. ISSN 1464-8172. JSTOR 23615125.
53. ↑   [s.l.]: [s.n.] ISBN 9789004257962.
54. ↑   rendezvous.blogs.nytimes.com. Dostupné online.
55. ↑   www.nytimes.com. Dostupné online.
56. ↑   www.rfa.org. Dostupné online.
57. ↑   www.rfa.org. Dostupné online.
58. ↑   www.nytimes.com. Dostupné online.
59. ↑   www.nytimes.com. Dostupné online.
60. ↑   www.nytimes.com. Dostupné online.
61. ↑   www.hindustantimes.com. Dostupné online.
62. ↑   Překlad Lobe Socktsang, Richard Finney.. Dostupné online.
63. ↑   www.washingtonpost.com. Dostupné online.
64. ↑   time.com. Dostupné online.
65. ↑   www.nytimes.com. Dostupné online.
66. ↑   www.hrw.org. Dostupné v archivu pořízeném z originálu.
67. ↑   www.bbc.com. Dostupné online.
68. ↑   www.nytimes.com. Dostupné online.
69. ↑   www.rfa.org. Dostupné online.
70. ↑   www.rfa.org. Dostupné online.
71. ↑  Roland Barraux, Histoire des Dalaï Lamas – Quatorze reflets sur le Lac des Visions, Albin Michel, 1993, reprinted in 2002, Albin Michel, ISBN 2-226-13317-8.
72. ↑  Liu Jiangqiang, Preserving Lhasa's history (part one), in Chinadialogue, 13 October 2006.
73. ↑  Emily T. Yeh, Living Together in Lhasa. Ethnic Relations, Coercive Amity, and Subaltern Cosmopolitanism  Archivovaná kopie. spot.colorado.edu [online]. [cit. 2023-05-07]. Dostupné v archivu pořízeném z originálu dne 2012-02-22.: "Lhasa's 1950s population is also frequently estimated at around thirty thousand. At that time the city was a densely packed warren of alleyways branching off from the Barkor path, only three square kilometers in area. The Potala Palace and the village of Zhöl below it were considered separate from the city."
74. ↑  Thomas H. Hahn, Urban Planning in Lhasa. The traditional urban fabric, contemporary practices and future visions  Archivovaná kopie. www.docin.com [online]. [cit. 2023-05-07]. Dostupné v archivu pořízeném z originálu dne 2012-03-31., Presentation Given at the College of Architecture, Fanzhu University, 21 October 2008.
75. ↑   [s.l.]: [s.n.] ISBN 978-87-7694-524-4. OCLC 758384977 (anglicky)
76. ↑  Les droits de l'homme Apostrophes, A2 – 21 April 1989 – 01h25m56s, Web site of the INA: http://www.ina.fr/archivespourtous/index.php?vue=notice&from=fulltext&full=Salonique&num_notice=5&total_notices=8  Archivovaná kopie. www.ina.fr [online]. [cit. 2023-05-07]. Dostupné v archivu pořízeném z originálu dne 2008-11-28.
77. ↑   Archivovaná kopie [online]. [cit. 2023-05-07]. Dostupné v archivu pořízeném dne 2009-01-24. 10 March Archive
78. ↑   news.bbc.co.uk. Dostupné online.
79. ↑  Robert Barnett, Seven Questions: What Tibetans Want  Archivovaná kopie. foreignpolicy.com [online]. [cit. 2023-05-07]. Dostupné v archivu pořízeném z originálu dne 2017-12-19., Foreign Policy, March 2008.
80. ↑  Robert Barnett, Thunder from Tibet, a review of Pico Iyer's book, The Open Road: The Global Journey of the Fourteenth Dalai Lama, Knopf, 275 p.  Archivovaná kopie. www.nybooks.com [online]. [cit. 2023-05-07]. Dostupné v archivu pořízeném z originálu dne 2015-09-11., in The New York Review of Books, vol. 55, number 9. 29 May 2008.

### Prameny
- SCHAIK, Sam. Tibet: A History. New Haven: Yale University Press Publications, 2011. ISBN 978-0-300-15404-7.

## Další literatura
- Fischer, Andrew M. Urban Fault Lines in Shangri-La: Populační a ekonomické základy interetnického konfliktu v tibetských oblastech západní Číny, pracovní dokument krizových států č. 42, 2004. Londýn: Centrum pro výzkum krizových států (CSRC).
- Kuzmin, SL Skrytý Tibet: Historie nezávislosti a okupace. Dharamsala, LTWA, 2011.